# Luciano Balbi
Luciano Damián Balbi (Rosario, 4 aprile 1989) è un calciatore argentino, difensore dell'Excursionistas.

## Carriera

### Club
La sua carriera da calciatore inizia nel 2004 quando viene acquistato dal Lanús per militare nelle varie divisioni giovanili del club.
Dopo cinque stagioni passa in prima squadra ma solo nel 2010, esattamente il 27 marzo, compie il suo debutto da calciatore professionista nella partita contro il Tigre. Conclude la sua prima stagione in prima squadra con solo quella presenza all'attivo.
La stagione successiva è titolare. Il 21 agosto 2010 ottiene la sua ammonizione in carriera nella partita contro il Quilmes. Termina la sua seconda stagione dopo aver collezionato 25 presenze.
Alla sua terza stagione consecutiva con la squadra titolare conferma il suo posto fisso in prima squadra.
Il 2 gennaio 2015 viene ufficializzato l'arrivo in prestito fino alla fine del 2015 all'Huracán